# 愛しき抗いよ、導け光へ
「愛しき抗いよ、導け光へ」（いとしきあらがいよ、みちびけひかりへ）は、結城アイラの11作目のシングル。2014年5月28日にLantisから発売された。

## 概要
表題曲はTVアニメ『ブレイク ブレイド』エンディングテーマとして起用された。

## 収録曲
1. 愛しき抗いよ、導け光へ [3:55] 
  - 作詞：結城アイラ、作曲・編曲：加藤裕介
2. Mind Limit [4:08] 
  - 作詞：結城アイラ、作曲・編曲：TECHNOBOYS PULCRAFT GREEN-FUND
3. 愛しき抗いよ、導け光へ（INST）
4. Mind Limit （INST）